# Gabriela Krestan
Gabriela Krestan (* 1953 in Wien) ist eine österreichische Schauspielerin.

## Leben
Gabriela Krestan studierte zunächst Germanistik und Geschichte an der Universität Wien. Ihre Schauspielausbildung erhielt sie ab 1975 privat bei dem Burgschauspieler Helmuth Krauss in Wien.
Ab 1976 hatte sie Theaterengagements am Staatstheater Darmstadt, am Stadttheater Bielefeld, am Staatstheater Wiesbaden und an den Städtischen Bühnen Nürnberg.
Von 1981 bis zum Ende der Spielzeit 2018/19 war sie festes Ensemblemitglied am Saarländischen Staatstheater Saarbrücken. Dort spielte sie ab der Spielzeit 2009/10 u. a. die Mutter in Maria Magdalena (2010, Regie: Dagmar Schlingmann), die Elbe in Draußen vor der Tür (2011, Regie: Christoph Daum), die Mutter in Andorra (Premiere: Spielzeit 2016/17, Regie: Markus Heinzelmann) und die Daja in Nathan der Weise (Premiere: Spielzeit 2017/18, Regie: Bettina Bruinier).
In der Spielzeit 2017/18 übernahm sie die Rolle der Mrs. Higgins in einer Neuinszenierung des Musicals My Fair Lady, in dem Tobias Licht in der Rolle des Henry Higgins ihr Partner war. In der Spielzeit 2018/19 spielte sie die Fürstin Anhilte in einer Neuinszenierung der Kálmán-Operette Die Csárdásfürstin. Im Januar 2019 trat sie mit der Rolle der Stasia in einer Bühnenfassung von Nino Haratischwilis Roman Das achte Leben (Für Brilka) zum letzten Mal am Schauspiel Saarbrücken auf. Im Musiktheater Saarbrücken trat sie in ihren letzten beiden Premierenrollen noch bis fast zum Ende der Spielzeit 2018/19 auf. In Anerkennung ihrer künstlerischen Verdienste wurde sie mit dem Ehrentitel „Staatsschauspielerin“ ausgezeichnet.
Gabriela Krestan stand neben ihrer Theaterarbeit auch für einige Film- und TV-Produktionen vor der Kamera. In der RTL-Serie Gute Zeiten, schlechte Zeiten spielte sie 2006 in einigen Folgen die Mutter der Serienhauptfigur Isabel Eggert (Natalie Alison), die den „Serienbösewicht“ Dr. Joe Gerner (Wolfgang Bahro) heiratet. Außerdem wirkte sie in mehreren Tatort-Filmen des Saarländischen Rundfunks mit. Im Tatort: Das fleißige Lieschen, dem Einstiegsfall des neuen Saarbrücker Ermittlerteams Schürk und Hölzer, der im April 2020 erstausgestrahlt wurde, spielte Krestan die Mutter von Kriminalkommissar Adam Schürk (Daniel Sträßer).
Krestan war außerdem als Sprecherin bei verschiedenen Rundfunkanstalten (SR, WDR, SFB, HR, SR2 Kultur, SWR, arte) tätig, wo sie u. a. Hörspiele und Features einsprach.
Krestan lebt in Saarbrücken.

## Filmografie (Auswahl)
- 1990: Tatort: Blue Lady (Fernsehreihe)
- 2002: Tatort: Alibi für Amelie (Fernsehreihe)
- 2003: Tatort: Veras Waffen (Fernsehreihe)
- 2006: Gute Zeiten, schlechte Zeiten (Fernsehserie)
- 2010: Tatort: Hilflos (Fernsehreihe)
- 2013: Komasaufen (Fernsehfilm)
- 2014: Kafkas Der Bau (Kinofilm)
- 2020: Tatort: Das fleißige Lieschen (Fernsehreihe)
- 2021: Tatort: Der Herr des Waldes (Fernsehreihe)
- 2022: Tatort: Das Herz der Schlange (Fernsehreihe)
- 2023: Tatort: Die Kälte der Erde (Fernsehreihe)
- 2025: Tatort: Das Ende der Nacht